# Centro de Linguística da Universidade de Lisboa
O Centro de Linguística da Universidade de Lisboa (CLUL), é uma unidade de investigação e desenvolvimento da Universidade de Lisboa, relacionada com a área da linguística.
Herdeiro do antigo Centro de Estudos Filológicos (criado em 1932 e dependente do Instituto de Alta Cultura), adoptou a actual designação em 1976, quando passou a ser tutelado pelo Instituto Nacional de Investigação Científica (INIC). Após a extinção deste instituto, passou a ser tutelado pela Reitoria da Universidade, e depois pela sua Faculdade de Letras. Em 2007, incorporou outra unidade relacionada com os estudos linguísticos, o Onset-Centro de Estudos da Linguagem.
Tem tido no seu corpo de investigadores importantes figuras da literatura e da cultura portuguesa, como Manuel de Paiva Boléo (autor de obras sobre a dialectologia e a história da língua portuguesa) ou Luís Filipe Lindley Cintra.
Publica esporadicamente a revista científica Boletim de Filologia.